# Otto Christopher von der Howen
Otto Christopher von der Howen, né le 6 mars 1774 (17 mars dans le calendrier grégorien) au manoir de Rojel (et), dans la paroisse St. Bartholomäi (et) du district (en) de Dorpat, dans le gouvernement de Livonie, dans l'Empire russe, et mort le 25 mai 1848 à Nimègue, aux Pays-Bas, est un officier germano-balte et artiste amateur, dessinateur et aquarelliste.
Pendant près de 55 ans, il sert dans les armées de l'Empire russe, de la République batave, de la France et des Pays-Bas. Il a laissé un grand nombre d'esquisses, de dessins et d'aquarelles, qui ont été largement diffusés sous forme de lithographies et se retrouvent dans les musées, les collections et dans le commerce de l'art.

## Biographie
Otto Christopher est l'aîné des enfants du lieutenant-colonel impérial russe Otto Johann von der Howen (1737–1811) et de sa femme Catharina Dorothea von Dücker (1748–?). Conformément à la tradition familiale, il est destiné au service militaire impérial russe. Ainsi, il rejoint le Corps des pages de Saint-Pétersbourg à l'âge de 11 ans, où il est formé pour une carrière dans la branche de l'artillerie.
Il sert dans l'armée russe à partir de 1790 et participe notamment à la guerre contre l'Empire ottoman. En 1796, à l'âge de 22 ans, Otto Christopher décide de démissionner. Selon ses propres déclarations, sa demande de révocation est accordée le 2 juillet 1796 ; plus tard, il avance que sa démission est motivée par des circonstances politiques. Les documents sur ce processus n'ont pas pu être trouvés dans les archives russes. Des sources non confirmées rapportent qu'il est tombé en disgrâce à la cour de Saint-Pétersbourg, d'autres le soupçonnent d'être impliqué dans un complot contre le tsar Paul Ier (assassiné en 1801).
En 1799, il entre dans l'armée de la République batave avec le grade de canonnier et y fait carrière. Blessé à la bataille de Bergen, il est promu sous-lieutenant, puis devient Lieutenant de la troupe du génie (pionniers) en 1804. En 1807, il est promu capitaine et commandant de régiment avec le grade de colonel.
Le 5 août 1809, Otto Christopher épouse Julie-Philippe Auguste Uitenhage de Mist (1783–1832) à La Haye. Leur fils Otto, né en 1815, devient également soldat et meurt en 1843 avec le grade de lieutenant.
De 1810 à 1814, après la prise en charge par la France de l'armée hollandaise, il participe aux campagnes de Napoléon en Espagne avec le grade de colonel. Il est blessé en 1811 près d'Alberic.
En 1814, il entre dans l'armée hollandaise avec le grade de colonel d'artillerie. Il accède au grade de major général en 1816, et devient le commandant d'un régiment d'artillerie, responsable des forteresses des provinces de Namur, Hainaut et Luxembourg.
En 1830, il est arrêté à Mons avec ses soldats et officiers lors de l'insurrection belge et est emprisonné à Bruxelles.
Libéré, il sera commandant de la forteresse de Nimègue de 1831 jusqu'à sa retraite en 1839.
Otto Christopher von der Howen meurt le 25 mai 1848 à Nimègue, à l'âge de 74 ans.

## Activité artistique
On ne sait pas si Otto von der Howen a reçu une formation artistique. Son savoir-faire d'artilleur l'a certainement aidé à dessiner des paysages et des bâtiments à l'échelle et en perspective.
Un grand nombre de croquis à la craie ou à l'encre ont été conservés, transformés en dessins à la craie ou à la plume, certains à l'aquarelle. Des motifs sélectionnés ont été lithographiés et imprimés pour le compte d'éditeurs par des artistes de renom tels que Jean-Baptiste Madou, Théodore Fourmois et Godefroy Engelmann.
Presque tous les dessins représentent des paysages ou des bâtiments, seuls quelques portraits sont connus. Otto Christopher von der Howen a trouvé ses motifs dans ses environs de Namur et de Nimègue et lors de voyages.

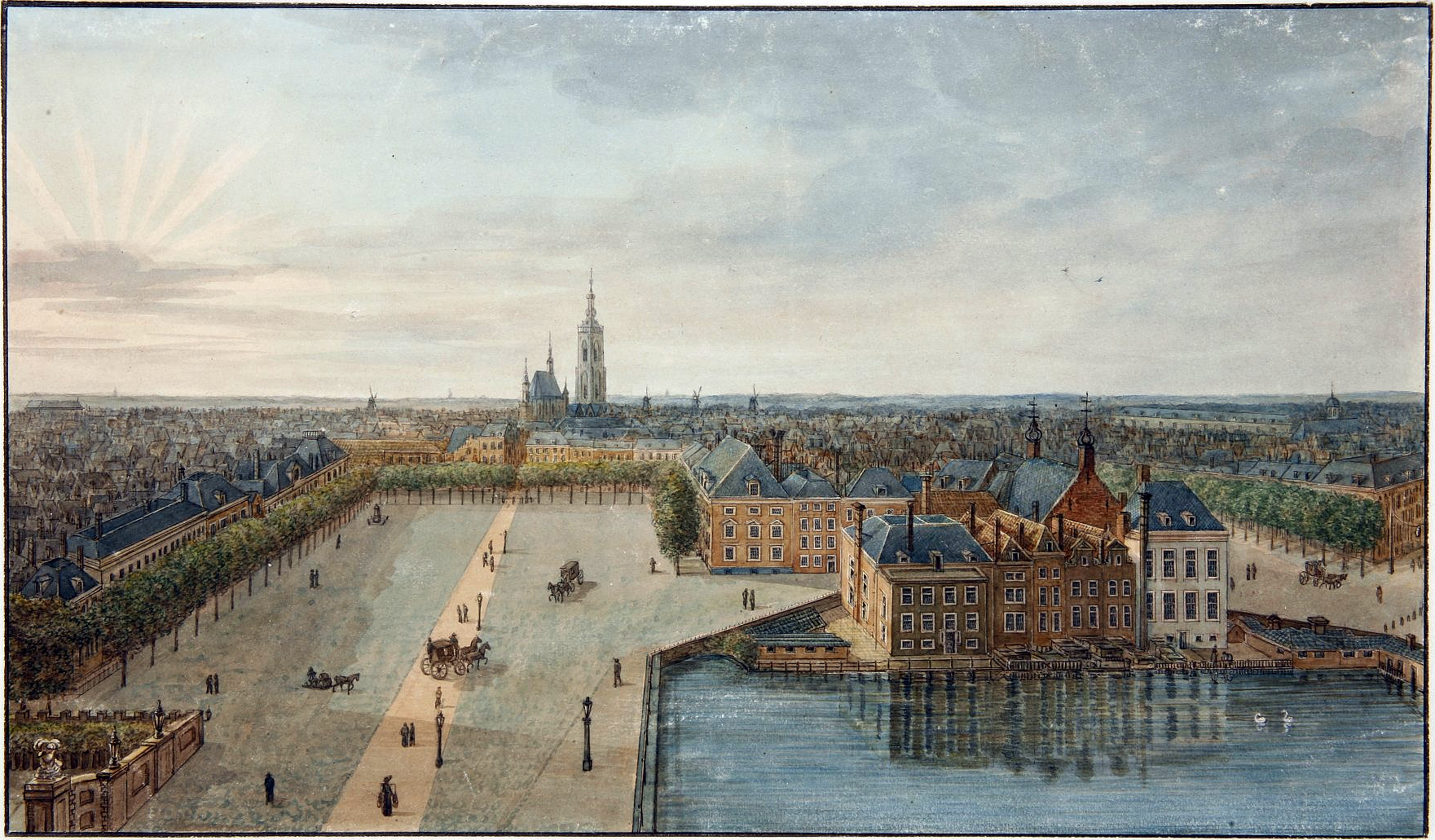
Le Buitenhof de La Haye
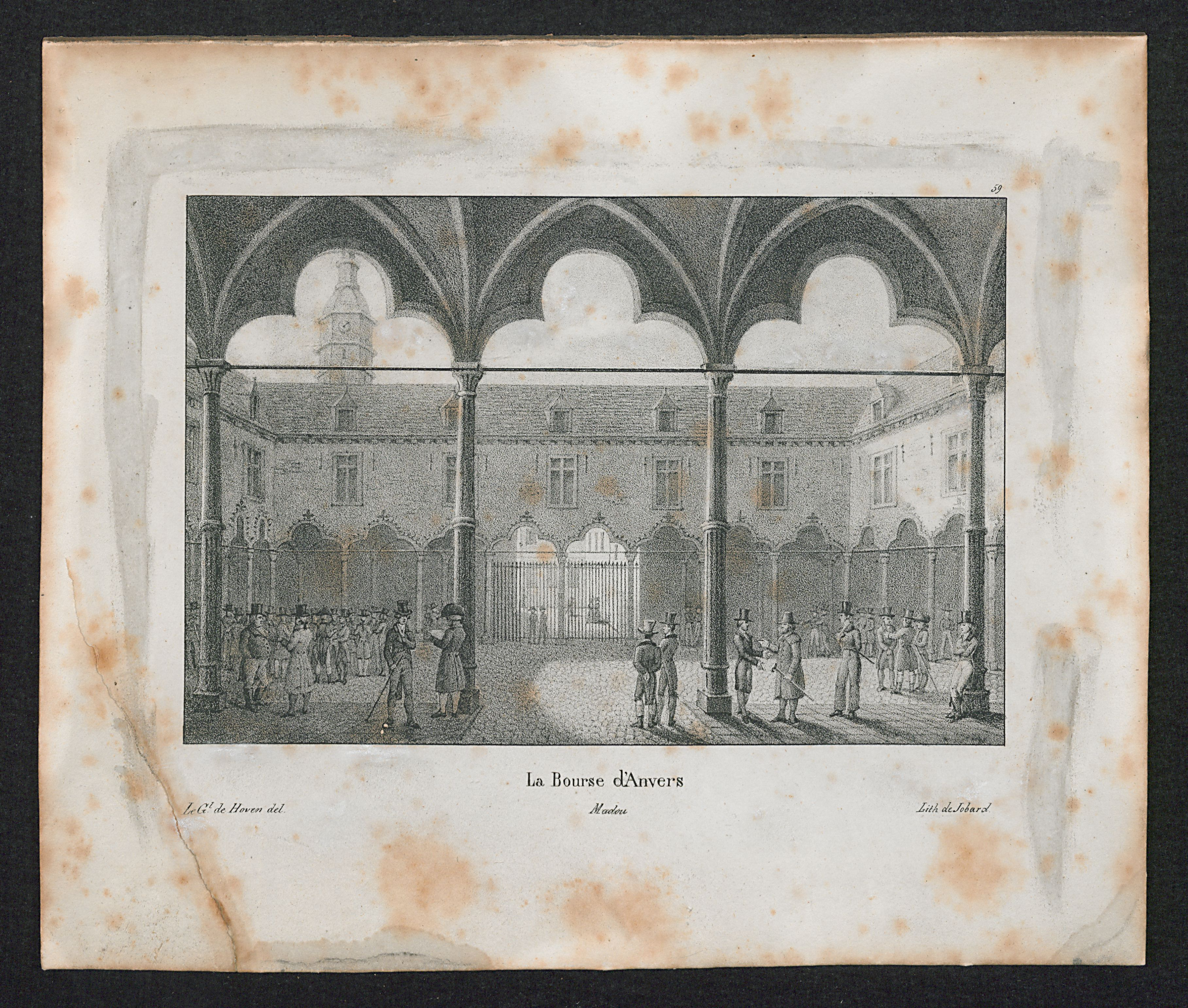
La Bourse d'Anvers (Madou d'après Howen)
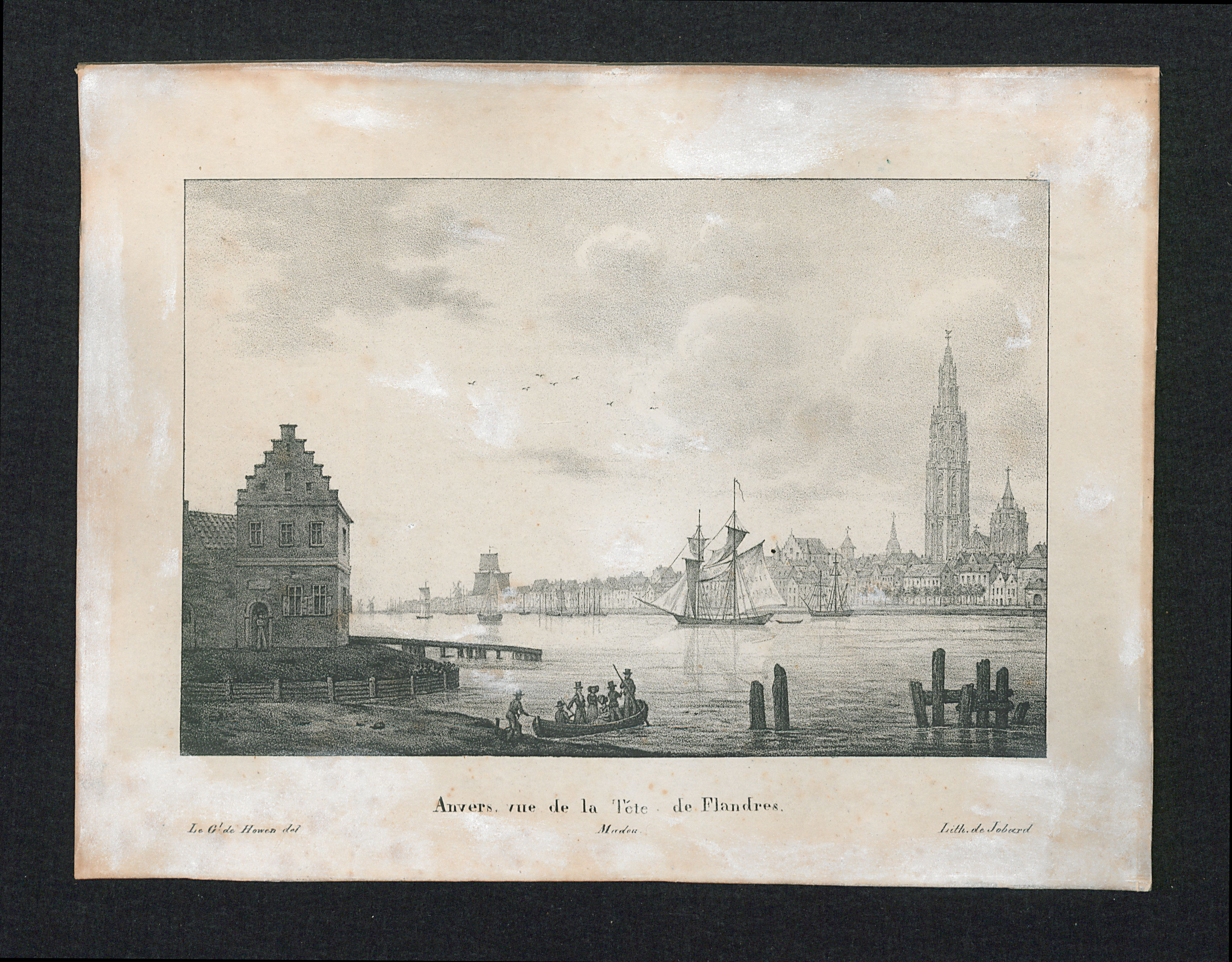
Vue d'Anvers depuis le Vlaams Hoofd (Madou d'après Howen)
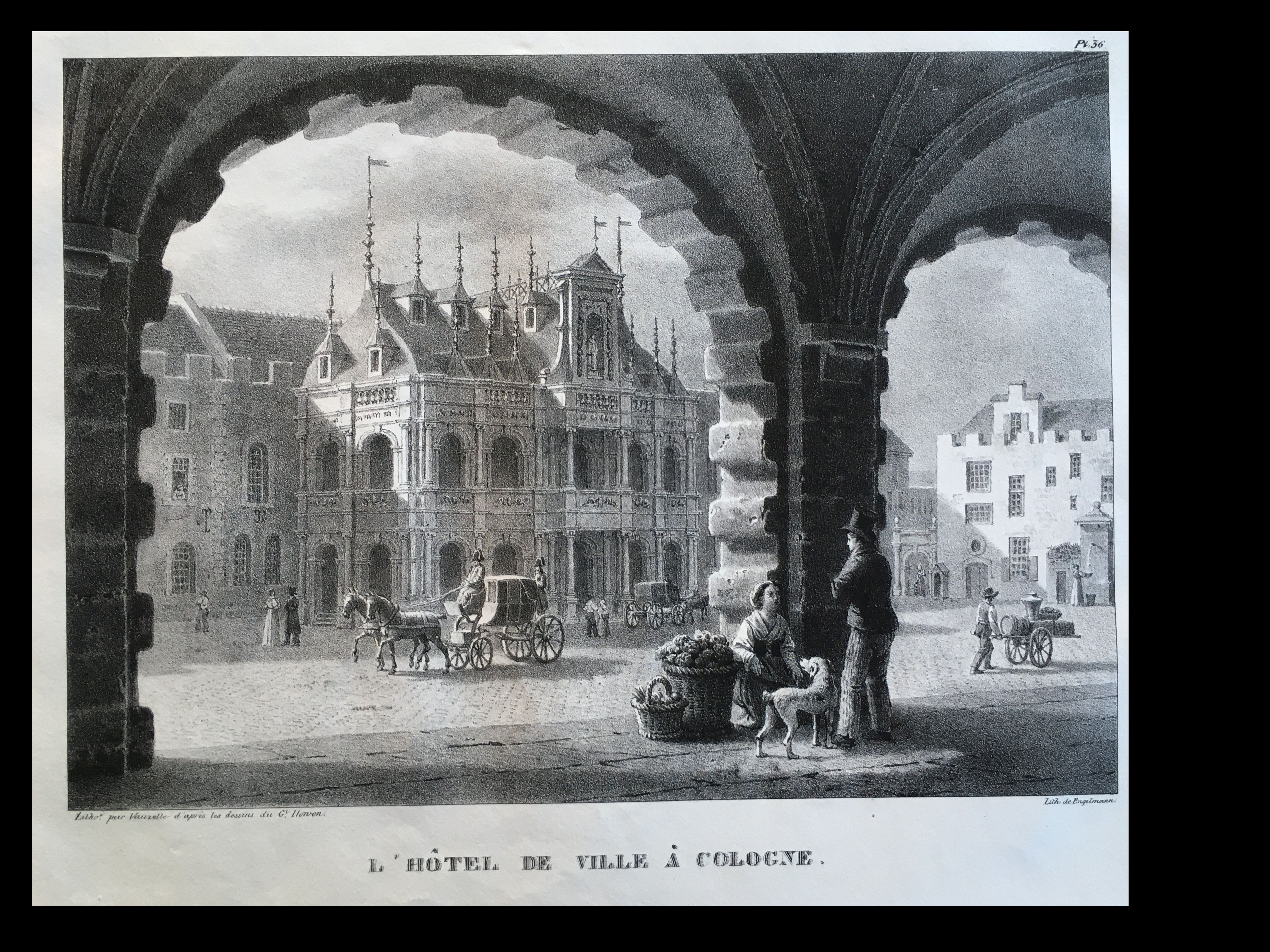
L'Hôtel de Ville de Cologne

## Décoration
- Commandeur de l'ordre du Lion néerlandais

## Hommage
Une rue de Namur porte son nom, sous le nom de rue Oscar (sic) de Howen.

## Publications
- (nl) Evert Maaskamp et Christian Portman, Nieuwe reiziger door het koningrijk Holland: behelzende al het merkwaardige in elke stad en haren omtrek, en den naast gelegenen reisweg [...], bij E. Maaskamp, 1809 (lire en ligne)
- Relation d'un voyage en Espagne, dans les années 1811, 1812, 1813 et 1814, par un officier d'artillerie, Namur, D. Gérard, 1818, 53 p. (lire en ligne)
- Général de Howen, Vues pittoresques depuis Francfort jusqu’à Cologne, Paris, Godefroy Engelmann, 1824
- (nl) Otto Christopher Baron von der Howen et Leendert de Koningh, Egyptische Gezigten, Dordrecht, Steuerwald & Co., 1827
- Vues pittoresques des bords de la Meuse depuis Namur jusqu'à Dinant, du Trou de Han, et des environs de Rochefort, par un officier de l'artillerie, Dieudonné Gérard, 1840 (lire en ligne)
- Pensées Philosophiques, Nimègue, D. J. Haspels, 1835